# Sollevamento pesi ai Giochi della XXVIII Olimpiade - 63 kg femminile

## Risultati
| Pos | Atleta             | Nazione       | Strappo (kg) | Slancio (kg) | Totale (kg) |
| --- | ------------------ | ------------- | ------------ | ------------ | ----------- |
| 1   | Natalija Skakun    | Ucraina       | 107.5        | 135.0 (RO)   | 242.5       |
| 2   | Hanna Bacjuška     | Bielorussia   | 115.0 (RM)   | 127.5        | 242.5       |
| 3   | Taccjana Stukalava | Bielorussia   | 100.0        | 122.5        | 222.5       |
| 4   | Hayet Sassi        | Tunisia       | 95.0         | 120.0        | 215.0       |
| 5   | Kim Soo-kyung      | Corea del Sud | 92.5         | 122.5        | 215.0       |
| 6   | Nguyễn Thị Thiết   | Vietnam       | 95.0         | 110.0        | 205.0       |
| 7   | Leila Lassouani    | Algeria       | 85.0         | 115.0        | 200.0       |
| —   | Anastasia Tsakirī  | Grecia        | 97.5         | —            | DNF         |
| —   | Karnam Malleswari  | India         | —            | —            | DNF         |
| —   | Pratima Kumari     | India         | —            | —            | DNS         |
| —   | Wafa Ammouri       | Marocco       | —            | —            | DNS         |